# 金穗大橋
金穗大橋（英語：Golden Ears Bridge）是加拿大卑詩省大溫哥華地區的一條拱背式橋樑（extradosed bridge），連接菲沙河北岸的楓樹嶺和南岸的蘭里區。大橋由大溫地區的公共交通機構運輸聯線擁有和管理，橋下淨空有40米，總長度2410米（7907英尺），是目前北美洲最長的拱背式橋樑。
金穗大橋於2006年動工，費時3年興建，耗資8億8百萬加元，由和合資興建。運輸聯線於2009年6月14日開放大橋給行人通過，並於橋上舉行免費大型嘉年華會，而大橋則於2009年6月16日正式通車。大橋構成金穗大道（Golden Ears Way）的一部分，連接洛歇公路（7號公路）、楓樹草原路（Maple Meadows Way）、113B大道、200街、176街（15號公路）和橫加公路（1號公路）等要道，整個工程共創造了14公里的新道路。
隨著金穗大橋通車，連接楓樹嶺和蘭里區的免費汽車渡輪服務亞比安渡輪（Albion Ferry）已於2009年7月31日停航。亞比安渡輪從1957年開始營運，曾經僱用了59個全職和18個兼職工人。渡輪於2003年載車量達150萬架次，載客量則達400萬人次。

## 命名
大橋的名稱是透過民間諮詢產生，最終由當地一位牧師所提議的金穗大橋（Golden Ears Bridge）脫穎而出。名稱是取自菲沙河谷地帶内的一個主要地標，位於金穗省立公園內的金穗山。
有些華人因為其英文名中一字而將之翻譯成金耳大橋，但其實在此處解作「麥穗」。

## 收費
在大橋開放的首30日，來往車輛可免費通過，而運輸聯線則從2009年7月16日起實施電子收費機制；如市民在網上登記電子快速通關，就可獲得折扣。根據運輸聯線的資料，目前已經有超過5000人登記。這是低陸平原於1960年取消所有大橋過路費之後，首次再有大橋收費。
駕駛人士若選擇登記一個電子收費帳戶，便會獲發一個放在車輛擋風玻璃上的收發器；當收發器經過收費點，便會對收費點的感應器發出訊號，系統便會記錄車輛經過的日期及時間。
沒有登記電子收費帳戶的車輛，其車牌會被攝影機記錄，賬單隨後會寄到車主家中。這些車主亦可選擇以信用卡設立臨時帳戶預繳過橋費。
大橋於2012年的收費架構如下（以加元計）：
| 車種           | 登記電子收費帳戶車輛 | 沒有登記電子收費帳戶 但設立了預繳計劃之車輛 | 沒有任何付款登記之車輛 |
| -------------- | -------------------- | ------------------------------------------- | ---------------------- |
| 小汽車         | $2.95                | $3.50                                       | $4.20                  |
| 貨車及客運巴士 | $5.95                | $6.50                                       | $7.10                  |
| 貨櫃車         | $8.85                | $9.50                                       | $10.05                 |
| 電單車         | $1.50                | $2.70                                       |                        |

2017年卑詩省大選後出現政黨輪替，卑詩新民主黨取代卑詩自由黨上台執政，新任省長賀謹於2017年8月宣布兌現競選承諾，取消金穗大橋收費，同年9月1日生效。賀謹又謂省府正與大橋東主運輸聯線商討如何彌補取消大橋收費所帶來的損失。